# Котесфилд (Небраска)
Котесфилд (енгл. Cotesfield) град је у америчкој савезној држави Небраска.

## Демографија
По попису из 2010. године број становника је 46, што је 20 (-30,3%) становника мање него 2000. године.
| Група             | 2000.      | 2010.      |
| Белци             | 65 (98,5%) | 43 (93,5%) |
| Афроамериканци    | 0 (0,0%)   | 0 (0,0%)   |
| Азијати           | 0 (0,0%)   | 0 (0,0%)   |
| Хиспаноамериканци | 0 (0,0%)   | 0 (0,0%)   |
| Укупно            | 66         | 46         |